# Primi ministri di São Tomé e Príncipe
Lista dei Primi ministri di São Tomé e Príncipe dal 1974, data di istituzione dell'ufficio, all'attualità.

## Lista
| Primo ministro (Nascita-Morte)                  | Primo ministro (Nascita-Morte) | Primo ministro (Nascita-Morte)    | Partito                                                                   | Mandato           | Mandato           |
| Primo ministro (Nascita-Morte)                  | Primo ministro (Nascita-Morte) | Primo ministro (Nascita-Morte)    | Partito                                                                   | Dal               | Al                |
| ----------------------------------------------- | ------------------------------ | --------------------------------- | ------------------------------------------------------------------------- | ----------------- | ----------------- |
|                                                 |                                | Leonel Mário d'Alva (1935–)       | Movimento di Liberazione di São Tomé e Príncipe/Partito Socialdemocratico | 21 dicembre 1974  | 12 luglio 1975    |
|                                                 |                                | Miguel Trovoada (1936–)           | Movimento di Liberazione di São Tomé e Príncipe/Partito Socialdemocratico | 12 luglio 1975    | 9 aprile 1979     |
| Carica abolita (9 aprile 1979 – 8 gennaio 1988) |                                |                                   |                                                                           |                   |                   |
|                                                 |                                | Celestino Rocha da Costa (1937–)  | Movimento di Liberazione di São Tomé e Príncipe/Partito Socialdemocratico | 8 gennaio 1988    | 7 febbraio 1991   |
|                                                 |                                | Daniel Daio (1947–)               | Partito di Convergenza Democratica                                        | 7 febbraio 1991   | 16 maggio 1992    |
|                                                 |                                | Norberto Costa Alegre (1951–)     | Partito di Convergenza Democratica                                        | 16 maggio 1992    | 2 luglio 1994     |
|                                                 |                                | Evaristo Carvalho (1942–)         | Azione Democratica Indipendente                                           | 7 luglio 1994     | 25 ottobre 1994   |
|                                                 |                                | Carlos Graça (1931–2013)          | Movimento di Liberazione di São Tomé e Príncipe/Partito Socialdemocratico | 25 ottobre 1994   | 15 agosto 1995    |
| Vacante (15 agosto 1995 – 21 agosto 1995)       |                                |                                   |                                                                           |                   |                   |
|                                                 |                                | Carlos Graça (1931–2013)          | Movimento di Liberazione di São Tomé e Príncipe/Partito Socialdemocratico | 15 agosto 1995    | 31 dicembre 1995  |
|                                                 |                                | Armindo Vaz d'Almeida (1953–)     | Movimento di Liberazione di São Tomé e Príncipe/Partito Socialdemocratico | 31 dicembre 1995  | 19 novembre 1996  |
|                                                 |                                | Raul Bragança Neto (1946–2014)    | Movimento di Liberazione di São Tomé e Príncipe/Partito Socialdemocratico | 19 novembre 1996  | 5 gennaio 1999    |
|                                                 |                                | Guilherme Posser da Costa (1953–) | Movimento di Liberazione di São Tomé e Príncipe/Partito Socialdemocratico | 5 gennaio 1999    | 26 settembre 2001 |
|                                                 |                                | Evaristo Carvalho (1942–)         | Azione Democratica Indipendente                                           | 26 settembre 2001 | 28 marzo 2002     |
|                                                 |                                | Gabriel Costa (1954–)             | Movimento di Liberazione di São Tomé e Príncipe/Partito Socialdemocratico | 28 marzo 2002     | 7 ottobre 2002    |
|                                                 |                                | Maria das Neves (1958–)           | Movimento di Liberazione di São Tomé e Príncipe/Partito Socialdemocratico | 7 ottobre 2002    | 16 luglio 2003    |
| Vacante (16 luglio 2003 – 23 luglio 2003)       |                                |                                   |                                                                           |                   |                   |
|                                                 |                                | Maria das Neves (1958–)           | Movimento di Liberazione di São Tomé e Príncipe/Partito Socialdemocratico | 23 luglio 2003    | 18 settembre 2004 |
|                                                 |                                | Damião Vaz d'Almeida (1951–)      | Movimento di Liberazione di São Tomé e Príncipe/Partito Socialdemocratico | 18 settembre 2004 | 8 giugno 2005     |
|                                                 |                                | Maria do Carmo Silveira (1960–)   | Movimento di Liberazione di São Tomé e Príncipe/Partito Socialdemocratico | 8 giugno 2005     | 21 aprile 2006    |
|                                                 |                                | Tomé Vera Cruz (1955–)            | Movimento Democratico delle Forze del Cambiamento - Partito Liberale      | 21 aprile 2006    | 14 febbraio 2008  |
|                                                 |                                | Patrice Trovoada (1962–)          | Azione Democratica Indipendente                                           | 14 febbraio 2008  | 22 giugno 2008    |
|                                                 |                                | Joaquim Rafael Branco (1953–)     | Movimento di Liberazione di São Tomé e Príncipe/Partito Socialdemocratico | 22 giugno 2008    | 14 agosto 2010    |
|                                                 |                                | Patrice Trovoada (1962–)          | Azione Democratica Indipendente                                           | 14 agosto 2010    | 12 dicembre 2012  |
|                                                 |                                | Gabriel Costa (1954–)             | Movimento di Liberazione di São Tomé e Príncipe/Partito Socialdemocratico | 12 dicembre 2012  | 25 novembre 2014  |
|                                                 |                                | Patrice Trovoada (1962–)          | Azione Democratica Indipendente                                           | 25 novembre 2014  | 3 dicembre 2018   |
|                                                 |                                | Jorge Bom Jesus (1962–)           | Movimento di Liberazione di São Tomé e Príncipe/Partito Socialdemocratico | 3 dicembre 2018   | 10 novembre 2022  |
|                                                 |                                | Patrice Trovoada (1962–)          | Azione Democratica Indipendente                                           | 10 novembre 2022  | 6 gennaio 2025    |
|                                                 |                                | Ilza Amado Vaz                    |                                                                           | 9 gennaio 2025    | 12 gennaio 2025   |
|                                                 |                                | Américo Ramos                     |                                                                           | 12 gennaio 2025   | in carica         |